# Mistrzostwa Świata w Półmaratonie 2016
20. IAAF Mistrzostwa Świata w Półmaratonie (ang. IAAF/Cardiff University World Half Marathon Championships Cardiff 2016) – zawody lekkoatletyczne, które odbyły się 26 marca 2016 w Cardiff.

## Rezultaty

### Mężczyźni
| Konkurencja:              | 1. miejsce                                                                     | Rezultat | 2. miejsce                                                              | Rezultat | 3. miejsce                                                                    | Rezultat |
| Indywidualnie (szczegóły) | Geoffrey Kipsang                                                               | 59:10    | Bidan Muchiri Karoki                                                    | 59:36    | Mohamed Farah                                                                 | 59:59    |
| Drużynowo (szczegóły)     | Kenia · Geoffrey Kipsang · Bidan Muchiri Karoki · Simon Cheprot · Edwin Kiprop |          | Etiopia · Abayneh Ayele · Tamirat Tola · Mule Wasihun · Teshome Mekonen |          | Erytrea · Abrar Osman · Nguse Amlosom · Hiskel Tewelde · Samson Gebreyohannes |          |

### Kobiety
| Konkurencja:              | 1. miejsce                                                                      | Rezultat | 2. miejsce                                                                    | Rezultat | 3. miejsce                                                        | Rezultat |
| Indywidualnie (szczegóły) | Peres Jechirchir                                                                | 1:07:31  | Cynthia Jerotich Limo                                                         | 1:07:34  | Mercy Wacera                                                      | 1:07:54  |
| Drużynowo (szczegóły)     | Kenia · Peres Jechirchir · Cynthia Jerotich Limo · Mercy Wacera · Gladys Chesir |          | Etiopia · Netsanet Gudeta · Genet Yalew · Dehininet Demsew · Askale Alemayehu |          | Japonia · Yuka Ando · Miho Shimizu · Mizuki Matsuda · Hisami Ishi |          |

## Klasyfikacja medalowa
| Miejsce | Reprezentacja   | Złoto | Srebro | Brąz | Razem |
| 1.      | Kenia           | 4     | 2      | 1    | 7     |
| 2.      | Etiopia         | 0     | 2      | 0    | 2     |
| 3.      | Erytrea         | 0     | 0      | 1    | 1     |
| 3.      | Japonia         | 0     | 0      | 1    | 1     |
| 3.      | Wielka Brytania | 0     | 0      | 1    | 1     |